# Castlevania: The New Generation
Castlevania: The New Generation (comercializado bajo el nombre バンパイアキラー Banpaia Kira, Vampire Killer en Japón y Castlevania: Bloodlines en Norteamérica) es un videojuego de la franquicia Castlevania, desarrollado por Konami y publicado el 17 de marzo de 1994 para la consola Mega Drive.

## Jugabilidad
Como en la mayoría de los primeros juegos de Castlevania, hay que proceder a través de cada nivel derrotando a los enemigos y recogiendo gemas (en vez de los corazones de los juegos anteriores) para capacitar armas especiales (en este juego son: hacha, bumerán y agua bendita). Cada fase se secciona en partes, que culminan con una batalla contra un subjefe en la primera parte de cada una de ellas, y contra el jefe al final del nivel. Algunos artículos aumentarán el poder de las armas de los personajes. Algunas partes de la división del juego tendrán caminos diferentes, dependiendo de qué personaje hayas elegido (John Morris o Eric Lecarde). John es capaz de sortear las grandes lagunas con su látigo, mientras que Eric debe seguir una ruta distinta al realizar saltos de altura mediante el uso de su lanza.
Esta entrega también ha destacado por su abundancia de efectos especiales, tales como reflejos en el agua del Santuario del Atlantis, la Torre de Pisa balanceándose y los grandes jefes multiarticulados. En una de las fases incluso se utiliza un efecto especial para añadir dificultad al desafío, como jugar al revés o jugar mientras la pantalla se divide en secciones. La función del «Punto Crash» de Akumajō Dracula X: Rondo of Blood hace su regreso en The New Generation.

## Historia
Como señala en su introducción, el juego tiene lugar en 1917.
En 1897, la larga guerra entre la humanidad y Drácula llegó a su fin, y Drácula cayó en un descanso eterno a manos de Quincey Morris, un descendiente lejano de la familia Belmont. La paz se restableció en Europa, hasta el estallido de la Primera Guerra Mundial, que transformó el continente en un mundo oscuro lleno de asesinato y violencia. Al comienzo de la guerra, en junio de 1914 en Sarajevo, el príncipe heredero de Austria fue asesinado. Se dijo que una mujer hermosa y extraña estaba involucrada dentro de las sombras. Es Elizabeth Bartley (エリザベート バートリー Elizabeth Báthory). Con el fin de revivir a su tío, el conde Drácula, se llevó a cabo una ceremonia profana que causó la guerra, dando la posesión de las almas humanas de Europa.
Y ahora, dos siluetas se pueden ver cerca del castillo de Drácula. John Morris, un descendiente lejano de la famosa familia Belmont que fue dócil a su destino para luchar contra los vampiros día y noche, y Eric Lecarde, cuya novia se transformó en un vampiro cuando Isabel fue revivida. Después de que Drolta Tzuentes (ドロテア ツェンテス Dorothea Szentes) resucitara a Elizabeth Bartley, viajaron por toda Europa para llevar a cabo la resurrección del conde Drácula. John Morris va a detenerlas y Eric Lecarde lo siguió. A pesar de que la resurrección de Drácula fue un éxito, los cazadores de vampiros lo derrotan junto con sus aliados.
A diferencia de los otros juegos de Castlevania, este no tiene lugar exclusivamente en el castillo de Drácula, sino también en distintas partes de Europa. Pero sin embargo, se recorre las ruinas del castillo del conde, que comparte escenarios recurrentes del primer Castlevania para el NES.

## Protagonistas
- John Morris (ジョニー モリス Johnny Morris): Nacido el 12 de diciembre de 1895, en Texas, EE. UU. Es el portador actual del látigo Vampire Killer. John Morris ha sido llamado por el destino a matar a la condesa Bartley antes de que su plan diabólico se pueda cumplir. Como todos sus antepasados, conoce las técnicas para matar vampiros y es hábil con el látigo legendario.

- Eric Lecarde (エリック リカード Eric Ricardo): Nacido el 3 de mayo de 1892 en Segovia, España. Usa la Lanza Alcarde (アル カード スピア, Alucard Spear). Eric Lecarde, maestro en el manejo de la lanza, se ha ofrecido para asistir a su amigo en la caza. Sin embargo, él no le ha dicho a John la verdadera razón detrás de su apetito de venganza: la condesa le robó al amor de su vida, Gwendolyn, y la convirtió en un vampiro.